# Atriplex julacea
Atriplex julacea là loài thực vật có hoa thuộc họ Dền. Loài này được S.Watson mô tả khoa học đầu tiên năm 1885.